# 1-decaanthiol
1-decaanthiol is een organische verbinding met als brutoformule C10H22S. Het is een kleurloze vloeistof met een kenmerkende geur, die onoplosbaar is in water.

## Toxicologie en veiligheid
De stof ontleedt bij verbranding met vorming van giftige gassen, onder andere zwaveldioxide. 1-decaanthiol reageert met sterke basen en sterk oxiderende stoffen. Boven 98 °C kunnen brandbare en ontplofbare damp- en luchtmengsels worden gevormd.